# Comté de Grundy (Illinois)
Pour les articles homonymes, voir Comté de Grundy.
Le comté de Grundy (Grundy County) est l'un des comtés de l'État de l'Illinois. Le siège du comté se situe à Morris. Il fait partie de l'aire métropolitaine de Chicago.
La population totale du comté s'élevait à 50 063 habitants en 2010.

## Démographie
| Groupe                           | Comté de Grundy | Illinois | États-Unis |
| -------------------------------- | --------------- | -------- | ---------- |
| Blancs                           | 93,8            | 71,5     | 72,4       |
| Autres                           | 2,7             | 6,7      | 6,4        |
| Métis                            | 1,5             | 2,3      | 2,9        |
| Afro-Américains                  | 1,2             | 14,6     | 12,6       |
| Asiatiques                       | 0,7             | 4,6      | 4,8        |
| Amérindiens                      | 0,2             | 0,3      | 0,9        |
| Total                            | 100             | 100      | 100        |
|                                  |                 |          |            |
| Hispaniques et Latino-Américains | 8,2             | 15,8     | 16,7       |

Selon l'American Community Survey, pour la période 2011-2015, 91,37 % de la population âgée de plus de 5 ans déclare parler l'anglais à la maison, 7,03 % déclare parler l'espagnol et 1,60 % une autre langue.